# Sigambra tentaculata
Sigambra tentaculata é uma espécie de anelídeo pertencente à família Pilargidae.
A autoridade científica da espécie é Treadwell, tendo sido descrita no ano de 1941.
Trata-se de uma espécie presente no território português, incluindo a sua zona económica exclusiva.